# Brithys nipponica
Brithys nipponica là một loài bướm đêm trong họ Noctuidae.